# Resistance
«Resistance» (с англ. — «Сопротивление») — третий сингл английской рок-группы Muse с их пятого студийного альбома «The Resistance». Написан Мэттью Беллами. Дата релиза — 22 февраля 2010 года. Обложка диска создана лондонской студией дизайна «La Boca». Текст песни неоднократно ссылается на роман Джорджа Оруэлла «1984». В частности, упоминается полиция мыслей, а также тема любви в мире оруэлловской антиутопии.
Трек был номинирован как лучшая рок-песня на премию «Грэмми» 2011 года.

## Клип
Видео к песне представляет собой компиляцию съёмок выступлений группы с этого тура, в основном, концерта в Мадриде от 28 ноября 2009 года.
Релиз видео состоялся 14 января 2010 года.

## Отзывы
«Resistance» достиг 35 позиции в Triple J Hottest 100, 2009. 22 Февраля 2010, «Resistance» дебютировала с номером 17 в Hot30 Countdown. 26 марта того же года сингл вышел под номером 20 в VH1 Top 20 Video Countdown, заняв 9 строчку.
На 53-й церемонии «Грэмми» песня была номинирована на две награды: «Лучшее Рок Исполнение дуэтом или вокальной группой» и Лучшая Рок-песня (Премия «Грэмми» за лучшую рок-песню). Во всех двух номинациях песня проиграла Neil Young’s с его композицией «Angry World» и The Black Keys' с «Tighten Up».
2011, группа 2Cellos исполнила эту песню в классической аранжировке.

## Участники записи
- Мэттью Беллами — вокал, электрогитара, клавитара, синтезатор
- Крис Уолстенхолм — бас-гитара, бэк-вокал
- Доминик Ховард — ударные, синтезатор
- Марк Стент, Тед Дженсен — мастеринг и микширование звука

## Список композиций

### CD
1. «Resistance» — 5:47
2. «Prague»

### Muse.mu limited edition vinyl
1. Resistance — 5:47
2. Popcorn

### Download
1. Resistance (Album Version) — 5:47
2. Resistance (Radio Edit) — 4:01
3. Resistance (Tiësto Remix) — 8:10

### Promo CDs
1. Resistance (Radio Edit) — 4:01
2. Resistance (Album Version) — 5:47

### Remix promo CD-R
1. Resistance (Tiësto Remix) — 8:10